# Claude Fagedet
Claude Fagedet (30. března 1928 Narbonne – 26. června 2017) byl francouzský fotograf. Pořídil velké množství fotografií z Okcitánie, včetně jeho rodného města Narbonne a dřevěných chat v Gruissanu. Fotografoval také na mnoha cestách v zahraničí. Získal cenu Meilleur Ouvrier de France.